# Hương Minh
Hương Minh là một xã thuộc huyện Vũ Quang, tỉnh Hà Tĩnh, Việt Nam.

## Địa lý
Xã Hương Minh nằm ở phía đông huyện Vũ Quang, cách thị trấn Vũ Quang 5 km, cách thành phố Hà Tĩnh 70 km, có vị trí địa lý:
- Phía đông và phía nam giáp xã Quang Thọ
- Phía tây giáp thị trấn Vũ Quang
- Phía bắc giáp xã Đức Bồng và xã Đức Liên.

Xã Hương Minh có diện tích 39,84 km², dân số năm 2018 là 2.589 người, mật độ dân số đạt 65 người/km².

## Lịch sử
Ngày 3 tháng 10 năm 2003, điều chỉnh 103 ha diện tích tự nhiên và 373 người của xã Hương Minh để thành lập thị trấn Vũ Quang.
Sau khi điều chỉnh, xã Hương Minh còn lại 4.952 ha diện tích tự nhiên và 2.855 người.
Ngày 21 tháng 11 năm 2019, Ủy ban Thường vụ Quốc hội ban hành Nghị quyết số 819/NQ-UBTVQH14 về việc sắp xếp các đơn vị hành chính cấp xã thuộc tỉnh Hà Tĩnh (nghị quyết có hiệu lực từ ngày 1 tháng 1 năm 2020). Theo đó, điều chỉnh 9,80 km² diện tích tự nhiên của xã Hương Minh vào xã Hương Quang (nay thuộc xã Quang Thọ).
Sau khi điều chỉnh, xã Hương Minh có diện tích 39,84 km², dân số là 2.589 người.
Ngày 18 tháng 7 năm 2024, HĐND tỉnh Hà Tĩnh ban hành Nghị quyết số 188/NQ-HĐND về việc thành lập thôn Thắng Lợi trên cơ sở thôn Hợp Thắng và thôn Hợp Lợi.

## Văn hóa
Ở xóm 8 có đền thờ tướng quân Đoàn Văn Truyền, là di tích lịch văn hóa sử cấp tỉnh.